# Березайка (посёлок)
Березайка — посёлок (в 1947—2005 годы — посёлок городского типа) в Бологовском районе Тверской области России.
Центр Березайского сельского поселения.
Расположен на реке Березайке в 14 километрах к северо-западу от районного центра Бологое.

## Население
| 1939  | 1959  | 1970  | 1979  | 1989  | 2002  | 2008  |
| ----- | ----- | ----- | ----- | ----- | ----- | ----- |
| 3008  | ↗3579 | ↗3614 | ↘3054 | ↘2793 | ↘2512 | ↗2682 |
| 2010  |       |       |       |       |       |       |
| ↘2207 |       |       |       |       |       |       |

В 2020 году насчитывается 1437 людей

## Экономика
- ОАО «Стеклозавод им. Луначарского» (завод остановлен в 2013 году и вновь возобновлён в 2019, после чего был обанкрочен в 2021)
- Бологовский ДОК
- Дом культуры "Мир"
- Битумный завод, филиал от Бологовского ДРСУ
- Железнодорожная станция
- 6 магазинов 1 аптека
- авторемонтная мастерская

## История

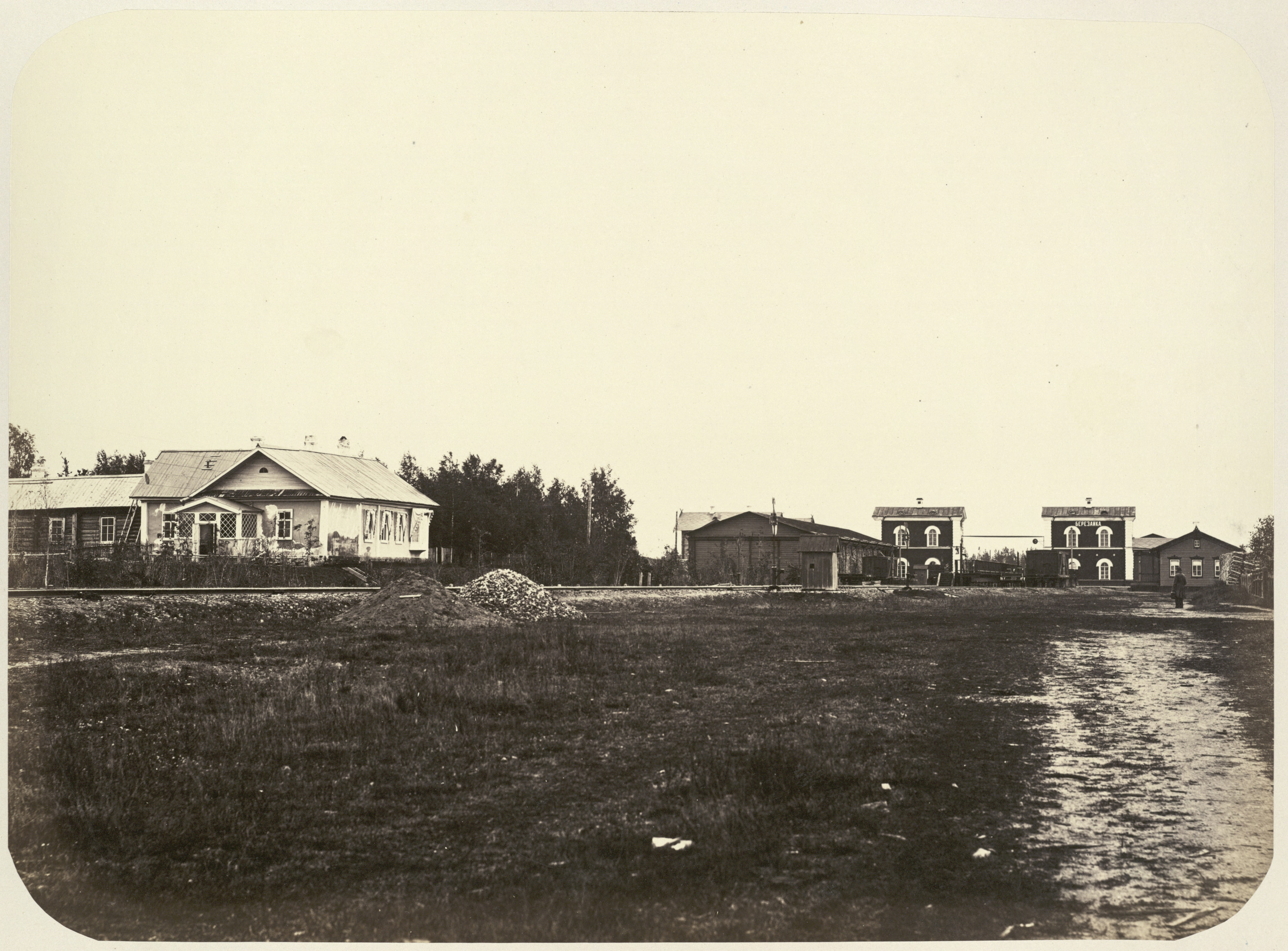
Железнодорожная станция Березайка в 1860-е годы

Возник в середине XIX века как посёлок при постройке железнодорожного моста Николаевской железной дороги через реку Березайку (отсюда название). В то время эта местность входила в Новгородскую губернию, Валдайский уезд.
В 1911 году близ станции создан стекольный завод (ныне стекольный завод им. А. В. Луначарского). В 1918-22 в Березайке жил и работал художник А. В. Маковский. В 1937 актив Березайского сельсовета выступил инициатором движения за полную ликвидацию неграмотности, позднее по инициативе зав. березайской библиотекой Л. Д. Недосекиной в Березайском сельсовете впервые в стране стали работать книгоноши.
С 1947 года — посёлок городского типа в составе Калининской области.
В 2005 году пгт Березайка Бологовского района преобразован в сельский населённый пункт (посёлок).

## Знаменитые люди
Березайка — родина Героя Советского Союза (1942 год, медаль № 523) Алексея Ивановича Афанасьева (1910-78) — в годы Великой Отечественной войны командира торпедного катера Балтийского флота.  С посёлком тесно связан актёр Владимир Иванович Головин, который провёл в нём детство и проживал в последние годы жизни. На местном кладбище находится его могила.